# Sepp van den Berg
Sepp van den Berg (* 20. Dezember 2001 in Zwolle, Niederlande) ist ein niederländischer Fußballspieler. Der Verteidiger steht seit der Saison 2024/25 beim FC Brentford unter Vertrag und war zuvor unter anderem beim FC Liverpool tätig. Er war niederländischer Juniorennationalspieler.

## Karriere

### Verein

#### Anfänge
Sepp van den Berg entstammt der Akademie des niederländischen Erstligisten PEC Zwolle. Im Februar 2018 drang der junge Innenverteidiger erstmals in die erste Mannschaft seines Heimatvereins vor, nachdem er zuvor gute Leistungen für die U19-Mannschaft erbracht hatte. Bei der 0:4-Auswärtsniederlage gegen die PSV Eindhoven am 3. Februar 2018 saß er erstmals auf der Reservebank, blieb jedoch ohne Einsatz. Bei der 0:2-Auswärtsniederlage am 11. März gegen den FC Groningen kam der erst 16 Jahre, 2 Monate und 22 Tage alte van den Berg zu seinem Debüt in der Eredivisie, als er in der Halbzeitpause für Erik Bakker eingewechselt wurde. In der Saison 2018/19 kam er auf 15 Einsätze für Zwolle.

#### Zeit in Liverpool
Zur Saison 2019/20 wechselte van den Berg in die englische Premier League zum FC Liverpool, welcher eine Ablöse in Höhe von 1,9 Millionen Euro bezahlte. Diese kann sich durch Bonuszahlungen auf 4,9 Millionen Euro erhöhen. Im Dezember 2019 konnte van den Berg mit Liverpool die FIFA-Klub-Weltmeisterschaft 2019 gegen Flamengo Rio de Janeiro mit 1:0 nach Verlängerung gewinnen, kam dabei jedoch nicht zum Einsatz. In der Liga wurde van den Berg nicht eingesetzt. Er kam für die Profimannschaft auf einen Einsatz im FA Cup und 3 Einsätze im EFL Cup. Parallel kam van den Berg 11-mal für die U23 zum Einsatz. Zudem spielte der Innenverteidiger 6-mal für die A-Junioren (U19) in der UEFA Youth League.
Auch in der Saison 2020/21 spielte der junge Verteidiger bei der Profimannschaft von Jürgen Klopp keine Rolle und kam erneut nur in der U23 zum Einsatz.

#### Leihen nach Preston und in die Bundesliga
Anfang Februar 2021 wechselte der 19-Jährige daher am letzten Tag der Transferperiode bis zum Saisonende auf Leihbasis zum Zweitligisten Preston North End. Dort absolvierte er 16 Zweitligaeinsätze, von denen er 15-mal in der Startelf stand. Vor der Saison 2021/22 wurde die Leihe daher um ein Jahr verlängert. Van den Berg absolvierte 45 von 46 Ligaspielen, stand 43-mal in der Startelf und erzielte ein Tor.
Am 30. August 2022 wechselte van den Berg auf Leihbasis für ein Jahr in die Bundesliga zum FC Schalke 04. Direkt im Anschluss stand er dort in den ersten vier Spielen jeweils in der Startaufstellung, ehe er sich Anfang Oktober in der Partie gegen den FC Augsburg eine Verletzung zuzog und über sechs Monate lang ausfiel. Erst Ende April 2023 kehrte er wieder in die Mannschaft zurück und bestritt noch die letzten fünf Spiele der Saison. Am Saisonende stieg er mit den Schalkern in die 2. Bundesliga ab.
Für die folgende Saison 2023/24 blieb er in der Bundesliga und wurde an den 1. FSV Mainz 05 ausgeliehen. Dort wurde er Stammspieler in der Innenverteidigung und bestritt insgesamt 33 Bundesligaspiele mit der Mannschaft.

#### Brentford
Nach Ablauf der Leihe nach Mainz kehrte van den Berg im Sommer 2024 kurzzeitig nach Liverpool zurück, ehe er im August 2024 fest zum FC Brentford wechselte. Bei dem Ligakonkurrenten unterschrieb er einen Vertrag bis 2029.

### Nationalmannschaft
Sein Debüt für die U19-Nationalmannschaft bestritt van den Berg am 8. September 2018 beim 5:1-Testspielsieg gegen die Tschechische Auswahl. Sein erstes Tor erzielte er in seinem zweiten Einsatz gegen Armenien am 14. November.

## Erfolge
- FIFA-Klub-Weltmeisterschaft: 2019

## Persönliches
Sepp van den Bergs jüngerer Bruder Rav van den Berg ist ebenfalls Fußballprofi und spielt auf der Innenverteidigerposition.